# Borj-e Milad
La tour Milad (en persan : برج میلاد, Borj-e Milād) est la plus grande tour d'Iran. Construite dans le district de Shahrak-e Gharb/Gisha à Téhéran, elle mesure 435 mètres de haut (1427 pieds) de sa base jusqu'au sommet de son antenne, ce qui en fait la 6e plus haute tour autoportante du monde actuellement.
La partie supérieure est un complexe de 12 étages dont le toit est situé à 315 m (1034 pieds). En dessous se trouvent des escaliers et des ascenseurs pour atteindre cette partie de la tour.
La tour Milad fait partie du centre des congrès et du commerce international de Téhéran (Tehran International Trade and Convention Center). Terminé fin 2007, ce projet, en plus de servir de tour de télécommunications, offre également des restaurants panoramiques, un hôtel cinq étoiles, un palais des congrès, un centre commercial et une pépinière d'entreprises IT. Le complexe a été conçu pour répondre aux besoins commerciaux au sein d'une économie globalisée en offrant des structures commerciales, d'information, de communications, de réunion et de logement, toutes rassemblées sur le même site.
Le complexe dispose également d'un parking de 27 000 m2, d'une importante unité chargée des télécommunications et des systèmes d'information, une unité scientifique et culturelle, un centre conçu pour les transactions commerciales, un showroom, une bibliothèque spécialisée, un hall d'exposition et une unité administrative.
La tour Milad est la seule tour de cette taille à base octogonale, conçue pour rappeler l'architecture iranienne traditionnelle.

## Galerie

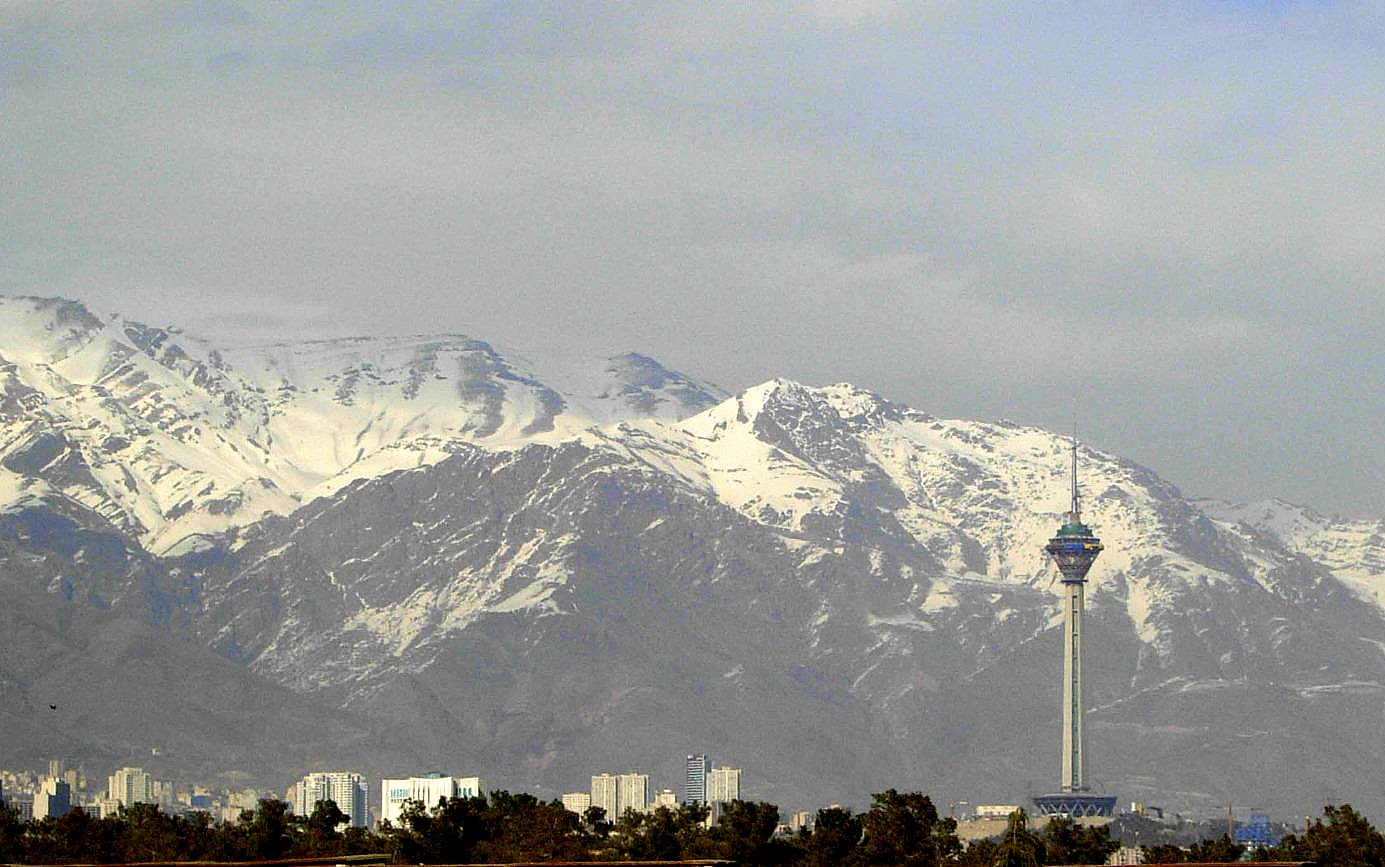
Le Tochal et la tour Milad
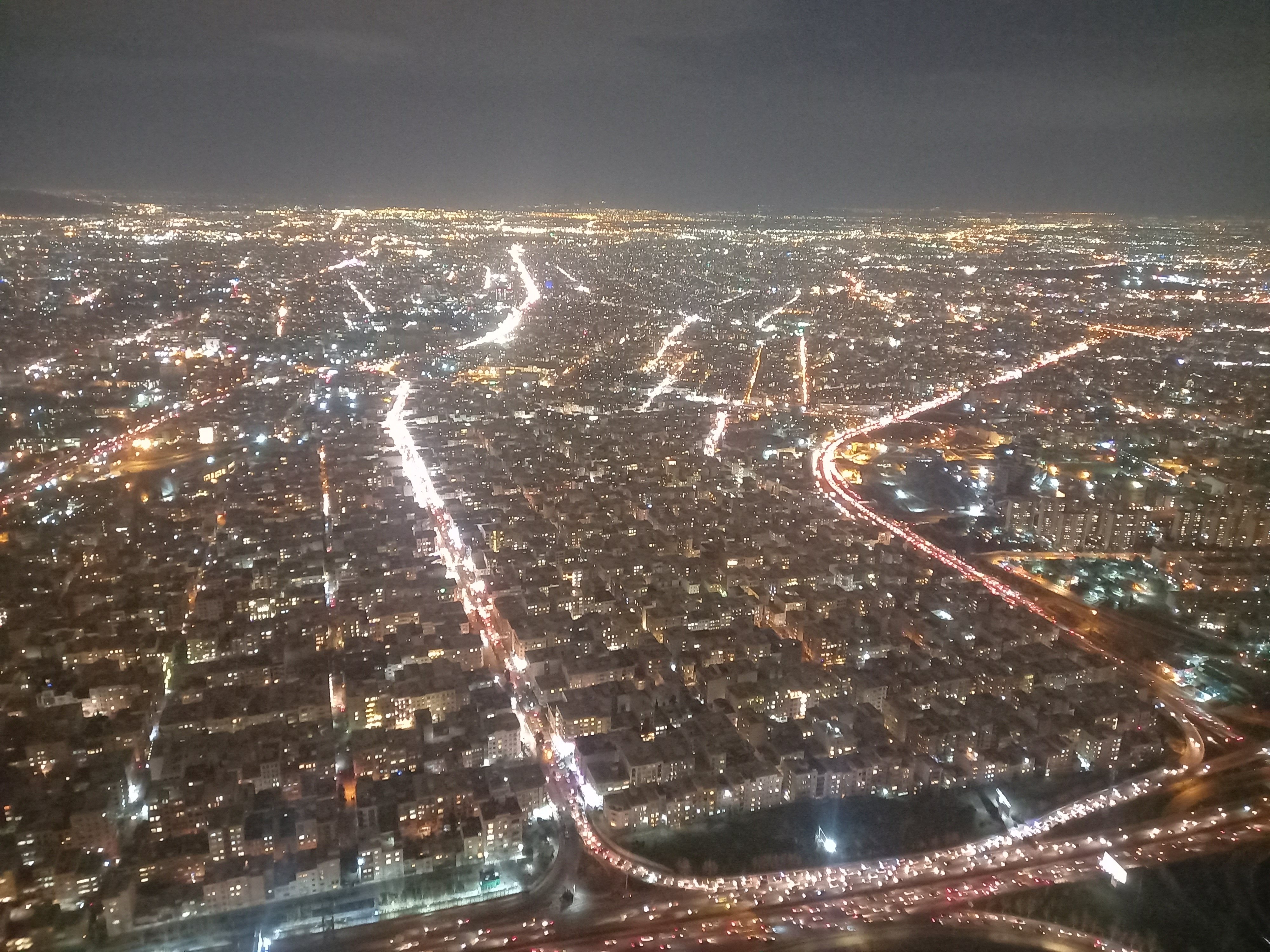
Vue de Téhéran de nuit depuis la tour Milad